# Доходный дом И. В. Мешкова (Здание Центрсоюза)
Доходный дом И. В. Мешкова (Здание Центрсоюза) — доходный дом во Владивостоке. Построен в 1911 году. Автор проекта — архитектор И. В. Мешков. Историческое здание по адресу Светланская улица, 14 сегодня является объектом культурного наследия Российской Федерации.

## История
Иван Владимирович Мешков — известный владивостокский архитектор рубежа XIX—XX веков. Проработав во Владивостоке десять лет, архитектор оставил после себя ряд выдающихся сооружений, в том числе основное здание резиденции архиепископа Владивостокско-Камчатской епархии, гостиницы «Европа» и «Версаль», Дом Я. Л. Семёнова — первого старосты города Владивостока и Доходный дом братьев Пьянковых. В 1911 году Мешков, по собственному проекту, построил доходный дом на углу улиц Светланская и Посьетская. Нижние этажи здания занимали ресторан и магазины, верхние — квартиры.    
После установления в Приморье советской власти, часть здания заняло созданное в 1917 году Центральное бюро профсоюзов Приморской области (Центрсоюз).   

## Архитектура
Здание пятиэтажное кирпичное, Г-образное в плане. Расположено на углу улиц Светланской и Посьетской, более длинным крылом вытянуто вдоль Посьетской. Наружные стены штукатурены, фасады выполнены в мелкой пластике, представляющее собой эклектическое сочетание декоративных элементов архитектурных стилей модерн и барокко. Лестничные клетки обрамлены на фасадах раскреповкой, угол здания акцентирован вертикальным рядом балконов с металлическими решётками и завершён упрощённым куполом. Пятый этаж здания выполнен как мансардный с окнами-люкарнами, имеющими криволинейное волнообразное обрамление, дающее зданию выразительный силуэт.  